# Ludovic Turpin

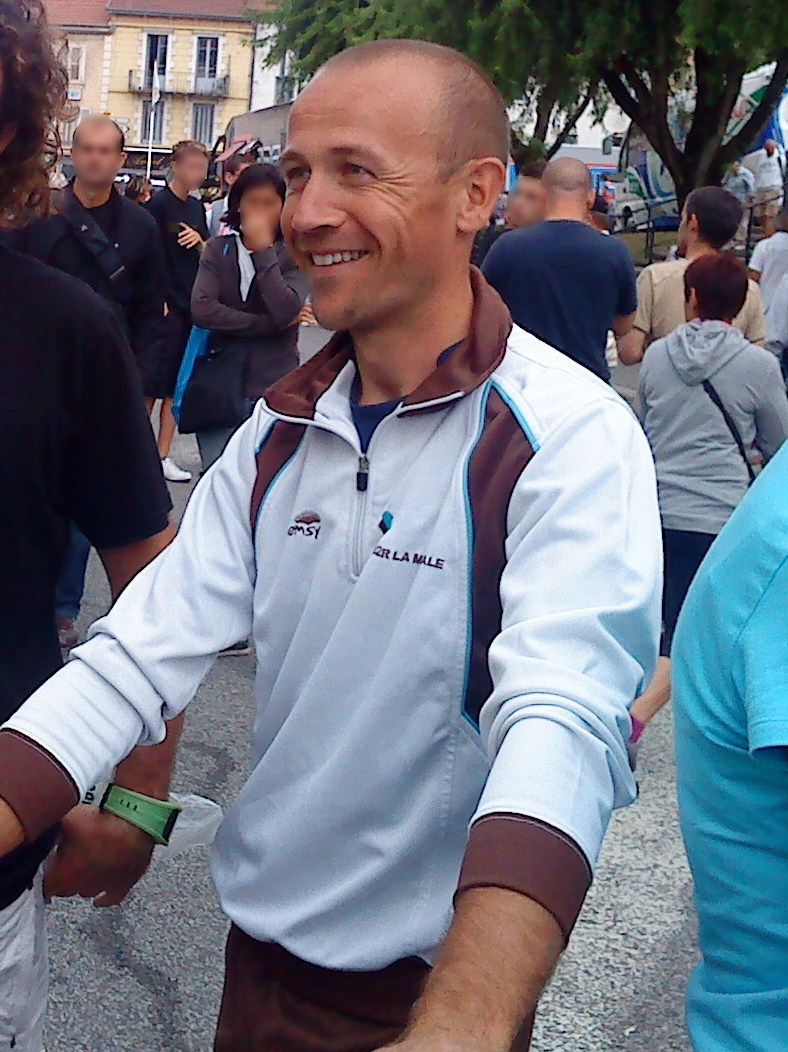
Ludovic Turpin bei der Tour de l’Ain 2010

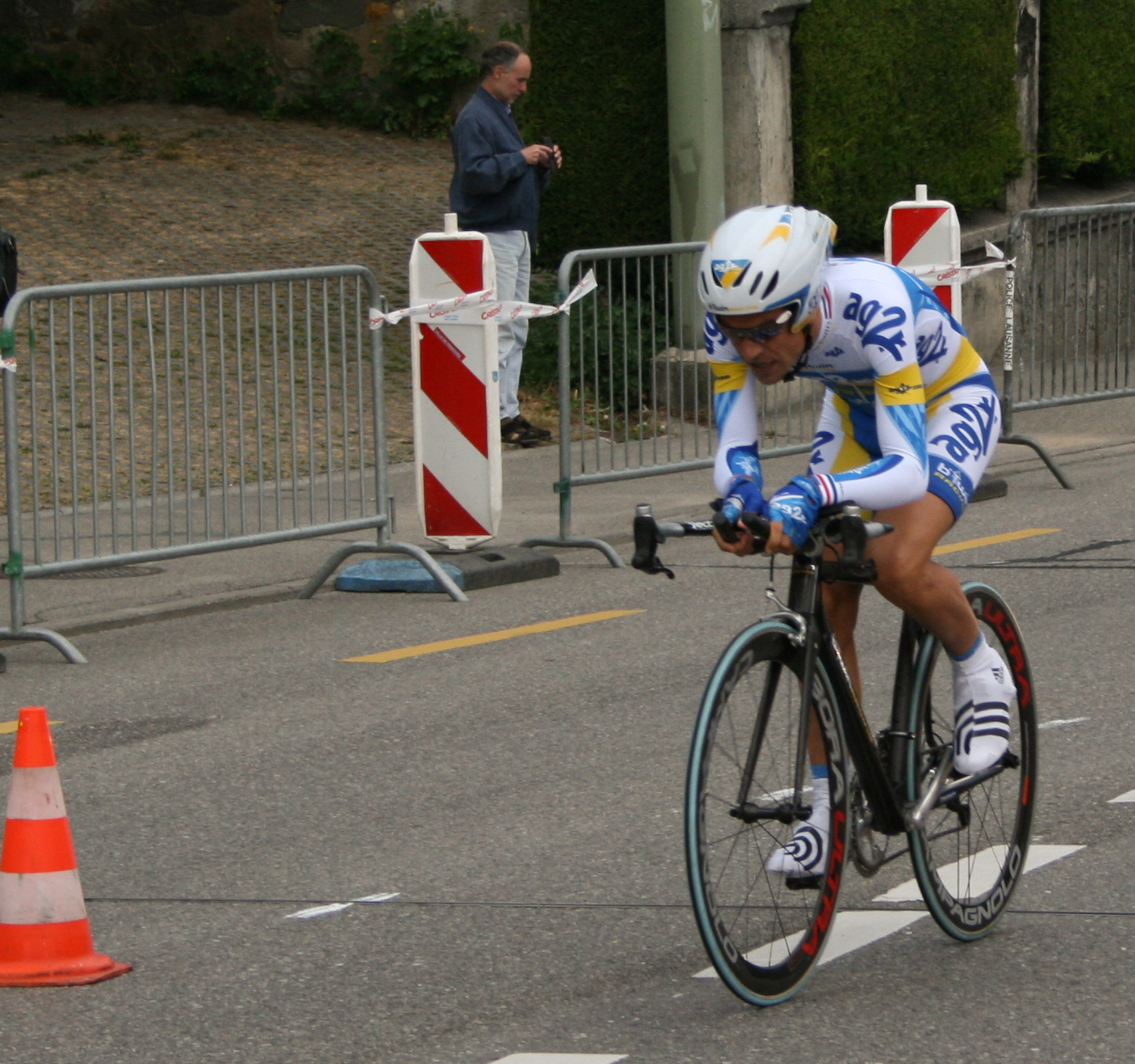
Ludovic Turpin bei der Tour de Romandie 2007

Ludovic Turpin (* 22. März 1975 in Laval) ist ein ehemaliger französischer Radrennfahrer.

## Karriere
1999 wurde Ludovic Turpin französischer Meister im Straßenrennen der Amateure. Im Jahr 2000 bekam er einen Vertrag beim Team Ag2r Prévoyance. Er gewann Etappen bei der Route du Sud, der Tour de l’Ain und der Sarthe-Rundfahrt. An der Tour de France nahm er bisher fünfmal teil; seine beste Platzierung war Rang 44 im Jahre 2007. Seinen ersten Sieg bei einem Eintagesrennen feierte er 2005 beim GP de Rennes. In der Endabrechnung des Coupe de France wurde er dadurch Zweiter. Bei der Dauphiné Libéré 2006 gewann er eine Etappe.
Nach elf Jahren Zugehörigkeit wurde sein Vertrag bei AG2R nach der Saison 2011 nicht verlängert. Daher wechselte Turpin 2011 für ein Jahr zum Team Saur-Sojasun. Nachdem auch dort sein Vertrag nicht verlängert worden war, beendete er nach der Saison 2011 seine Karriere als Radprofi. Danach war Turpin Mitglied eines Radsportvereins in seiner Heimat Guadeloupe und startete bis 2018 jährlich bei der Tour de Guadeloupe und gelegentlich bei weiteren Rennen in der Karibik und in Südamerika. 2012 gewann Turpin die Gesamtwertung der Tour de Guadeloupe, und 2013 entschied er zwei Etappen dieser Rundfahrt für sich. Sein letzter Sieg bei einem UCI-Rennen war ein Etappenerfolg bei der Vuelta a la Independencia Nacional 2017.

## Erfolge
1999
- Französischer Meister – Straßenrennen (Amateure)

2005
- Grand Prix de Rennes

2006
- eine Etappe Dauphiné Libéré

2007
- eine Etappe Circuit de Lorraine

2009
- eine Etappe Tour de l’Ain

2012
- Gesamtwertung und drei Etappen Tour de Guadeloupe

2013
- zwei Etappen Tour de Guadeloupe

2017
- eine Etappe Vuelta a la Independencia Nacional

## Grand-Tour-Platzierungen
| Grand Tour            | 2001 | 2002 | 2003 | 2004 | 2005 | 2006 | 2007 | 2008 | 2009 | 2010 |
| --------------------- | ---- | ---- | ---- | ---- | ---- | ---- | ---- | ---- | ---- | ---- |
| Giro d’ItaliaGiro     | –    | –    | –    | –    | –    | –    | –    | –    | –    | 67   |
| Tour de FranceTour    | 78   | 71   | 91   | –    | 96   | –    | 44   | –    | –    | –    |
| Vuelta a EspañaVuelta | –    | –    | –    | –    | –    | –    | 20   | –    | 64   | 23   |

## Teams
- 2000–2010 Ag2r Prévoyance / Ag2r La Mondiale
- 2011 Saur-Sojasun
- 2012 USC Goyave
- 2013 Vélo Club de Grand-Case